# Jahresendprämie
Die Jahresendprämie diente in der DDR dazu, die Planerfüllung des ganzen Jahres anzuerkennen. Der Durchschnittsbetrag je Vollbeschäftigungseinheit (VbE) sollte in der Regel in der gleichen Höhe festgelegt werden wie im Vorjahr und auf dieser Höhe längere Zeit verbleiben, sofern sich nicht aus Veränderungen der Beschäftigten- und Qualifikationsstruktur (z. B. Zunahme der Schichtarbeit, vermehrter Einsatz von Facharbeitern und Fachschulabsolventen) zulässige Änderungen ergaben. Hatten Betriebe allerdings einen Durchschnittsbetrag von weniger als 800 Mark je VbE, so konnte er mit Zustimmung des Generaldirektors des Kombinates sowie der zuständigen Gewerkschaftsleitung auf 800 Mark erhöht werden, wenn überdurchschnittliche Leistungssteigerungen erreicht worden waren. Für die einzelnen Arbeitskollektive sowie einzelne Mitarbeiter erfolgte eine Differenzierung der Jahresendprämie nach Leistung und Beitrag zur Planerfüllung, unter besonderer Berücksichtigung der übernommenen Schichtarbeit. Bei Fehlschichten und Verstößen konnte die Jahresendprämie der betreffenden Werktätigen gemindert werden. Die Jahresendprämie wurde auch an die leitenden Mitarbeiter von Betrieb und Kombinat gewährt; für sie waren die Hauptkriterien der Leistung: Erfüllung der Exportaufgaben und Verbesserung der Exportrentabilität sowie auch wissenschaftlich-technische Leistungsziele, die Einhaltung bzw. Unterschreitung der beauflagten materiellen und finanziellen Fonds und die vertragsgerechte Erfüllung der Lieferverpflichtungen nach Sortiment und Qualität. Voraussetzung war allerdings die Bestätigung der Jahresabschlussdokumente durch die Staatliche Finanzrevision der DDR.
Die Prämierung erfolgte am Schluss eines jeden Jahres für alle Beschäftigten, die mindestens ein Jahr im Betrieb tätig waren. Im Jahr 1972 erhielten 3,7 Millionen Beschäftigte der zentral geleiteten Betriebe im Bereich der Industrieministerien der DDR eine Jahresendprämie von durchschnittlich 650 Mark, 1975 wurden 764 Mark erreicht. Für das Jahr 1981 wurden je Beschäftigtem durchschnittlich 832 Mark gezahlt.
Seit 1985 zeigte sich eine Tendenz, die Jahresendprämie künftig auf dem 1983 erreichten Niveau einzufrieren, bei allerdings gewisser leistungsbedingter Differenzierung für bestimmte Arbeitskollektive (oder sogar Mitarbeiter). Deutlich verstärkt wurde die Stimulierungsfunktion von Ziel- und Initiativprämien, um Arbeitskollektiven und einzelnen Mitarbeitern besondere Anreize zur Erreichung höherer Exporte, verstärkter Materialeinsparungen und Kostensenkungen sowie zur vermehrten Durchsetzung von Qualitätsverbesserungen zu gewähren.
Mit Urteil vom 23. August 2007 (Az. B 4 RS 4/06 R) hat das Bundessozialgericht entschieden, dass die in der DDR bezogenen Jahresendprämien bei der Rentenberechnung zu berücksichtigen sind. Das wurde damit begründet, dass es sich bei den Prämien um tatsächlich erzieltes Arbeitsentgelt im Sinne des § 6 Abs. 1 Satz 1 AAÜG (Anwartschafts- und Anspruchsüberführungsgesetz) handelt, die von den Rechtsnormen der §§ 14 und 15 SGB IV erfasst werden.